# In capo al mondo (romanzo)
In capo al mondo è un romanzo di Giuliano Scabia, edito da Einaudi nel 1990.

## Trama
Il romanzo, scritto tra il 1980 e il 1988, ha come protagonista un giovane suonatore di violoncello, Lorenzo, ed è ambientato nel Veneto del primo dopoguerra.
A quattordici anni, Lorenzo perde il suo denaro al gioco. Il suo avversario promette di restituire il denaro se Lorenzo lo seguirà in Oriente; al protagonista viene però suggerito di non andare in Oriente da un uomo barbuto, che comparirà più volte nel corso del romanzo. 
In seguito Lorenzo si sposa, e ottiene una scrittura per degli spettacoli in India, dove si reca con entusiasmo. Al ritorno trova la moglie ammalata di tisi, che però decide di seguirlo nel successivo viaggio in India. Durante il viaggio di ritorno si aggrava e muore, e secondo l'uso marinaresco deve essere sepolta in mare. A questo punto avviene un evento miracoloso: un angelo scende dal cielo in volo e raccoglie il cadavere prima che questo si immerga. Lorenzo riconosce il barbuto, che gli rinfaccia di essersi recato in India.
Prima della conclusione c'è un interessante passo, dove un vecchio scrittore racconta a Lorenzo la storia di Rajiv, che cerca di giungere in capo al mondo sulle ali di un uomo–uccello (il Destino), ma poi non riesce più a tornare a casa. Solo negli ultimi giorni della sua vita l'uomo–uccello riappare e se lo riporta indietro, ma Rajiv, ormai vecchio, muore durante il viaggio. Il significato del racconto, che è poi quello di tutto il libro, è che l'uomo è costretto, per forza di cose, a seguire il proprio destino, l'Oriente per Lorenzo, In Capo Al Mondo per Rajiv.